# Chotusitzi csata
A Prágától 50 km-re keletre lévő Chotusitz falunál II. Frigyes porosz király poroszai és Károly Sándor lotaringiai herceg osztrák seregei vívtak csatát 1742. május 17-én. Utóbbi meg akarta lepni a poroszokat, de csatarendbe állva találta őket és Frigyes a balszárnyuk ellen indított támadása révén győzelmet aratott. A csata közvetlenül vezetett a breslaui békéhez, mely a poroszok számára előnyös lezárását eredményezte az első sziléziai háborúnak, mivel megtarthatták Sziléziát.

## Előzmények
Károly azzal a szándékkal vonult seregével Morvaországból Csehországba, hogy visszaszerezze Prágát. Frigyes a mintegy 10 000 fős elővédjével nyugati irányba, Kuttenbergbe vonult, hogy megakadályozza az osztrákokat Prága elérésében. Eközben a serege többi része – 15 000 fő, közte csaknem az egész lovasság – egy nappal lemaradva követte őket I. Lipót anhalt–dessaui herceg vezetésével. Így Károlynak megvolt a lehetősége arra, hogy az egyikre, vagy a kettőre külön-külön vereséget mérjen. Viszont túl sokáig hezitált, így a poroszok egyesíteni tudták az erejüket.
Lipót egy éjszakai menetelés után hajnali 2-kor érte el az Elba völgyében Kuttenbergtől keletre lévő Chotusitz falut és a későbbi csatatértől kissé északra ütötte fel a táborát. Károly, aki még mindig abban bízott, hogy Lipót seregét Frigyesétől külön csatára kényszerítheti, 28 000 fős seregével északi irányba tartott. Meglepetésszerű éjszakai támadást tervezett, de az ellenség megközelítése több időt vett igénybe, mint várta, így a csatateret csak reggelre érték el.
Frigyes a fenyegető veszélyt látván utasította Lipótot, hogy Chotusitz körül vegyen fel állást, míg a többi porosz egység be nem érkezik és a jobbszárnyához nem csatlakozik. Frigyes hajnali négy órakor visszaindult keletnek csapataival. Lipót a csapatait délnyugati irányba nézve állította fel, a gyalogságot Chotusitztól délre. A porosz széleket mindkét szárnyon 35 lovasszázad fedezte. Károly Czaslau (ma Čáslav) várostól északi irányba vezette seregét, melynek során a nehéz terep jelentősen lassította az előrehaladását és a seregével emiatt kissé jobbra ki is kellett térjen, így a bal szárnya sebezhetőbbé vált egy esetleges ellenséges támadás esetén.

## A csata lefolyása
Reggel hét órakor az osztrákok kibontakoztatták csapataikat és ágyúlövésnyire megközelítették a poroszokat, miközben Frigyes a porosz sereg többi részével megjelent a csatatéren és Lipót jobb szárnyához csatlakozott. A király 23 zászlóaljnyi gyalogságot hagyott hátra tartaléknak, melyeket az osztrákok elől rejtve egy magaslat mögött helyezett el. A jobbszárnyon lévő lovasság egy részét parancsnoka, Buddenbrock altábornagy a kedvező terepviszonyoknak köszönhetően (a szárny enyhe magaslatban végződött) szintén el tudta rejteni az ellenség szeme elől.
Károly 8 órakor adott parancsot a támadásra. Frigyes ekkor a jobbszárnyra vitetett néhány ágyút és onnan lövette az osztrák lovasságot. Ennek fedezete alatt Buddenbrock altábornagy támadásra vezette a lovasait és az osztrákok bal szárnyán álló lovasságot a második vonalukig szorították vissza, de az itt kialakult vad kézitusában visszavetették őket. Buddenbrock második vonala a felverődött porban eltévesztette az irányt, túlságosan balra tartott és így az osztrák gyalogság tüzébe került és kénytelenek voltak visszavonulni. Buddenbrock lovassága a csata hátralévő részében nem játszott már szerepet.
Ezzel egy időben a porosz balszárnyon lévő lovasság az előretörő osztrákokat megtámadta és az ellenséges vonalakon utat törve magának az osztrák sereg hátába került, de itt elvágva a sereg többi részétől elszigetelődtek és a csata alakulásába már jelentősen ők sem tudtak beavatkozni. Az osztrák jobbszárny lovassága újrarendeződött és a Chotusitz mögötti porosz tábort támadták meg és fosztogatásba kezdtek itt, így a csatába már ők sem szóltak bele.
A centrumban az osztrákok Lipót zászlóaljait tüzérséggel lövették és számbelileg erősebb gyalogsággal támadták őket. A poroszokat a falun keresztül visszaszorították, de annak egy részét nem tudták elfoglalni, ezért 9 óra körül felgyújtották a házait és a falu teljesen leégett.
Frigyes 10:30 körül a visszatartott gyalogzászlóaljakat a jobb szárnyon (mintegy 12 000 főt) az osztrákok bal szárnya ellen küldte. A váratlanul előbukkanó porosz gyalogság tüze elől az osztrákok visszahúzódtak. Károly felismerte a veszélyt, hogy a visszavonulási útját Czaslau irányába elvághatják és ezért dél körül kiadta a parancsot az általános visszavonulásra. A visszavonulást rendezetten sikerült végrehajtani, miután a porosz lovasság már nem volt abban az állapotban, hogy üldözni tudták volna őket.

## A csata következményei
A csata során a poroszok 4000 főt veszítettek halottakban és sebesültekben, valamint eltűntekben 700 főt. Az osztrákok vesztesége halottakban és sebesültekben 3000, hadifoglyokban 1200 fő volt. További 2000 fő eltűnt, közülük sokan átálltak a csata után. Így mindkét sereg állományának 20-25%-át veszítette el, de Frigyes volt mégis a győztes, mivel a csatatér felett ő szerezte meg végül az ellenőrzést. Stratégiailag Chotusitz lehetővé tette számára, hogy Breslauban 1742 júniusában számára előnyös különbékét kössön az osztrákokkal és ha időlegesen is, de kiléphessen az osztrák örökösödési háborúból.
A jobb szárny lovasságának vezetése során szerzett érdemeiért Friedrich Leopold von Geßlert altábornaggyá léptették elő és kitüntették a Fekete Sas-renddel. A csata délutánján a király a dessaui herceget a gyalogság élén nyújtott teljesítménye elismeréseként a czaslaui gyűjtőtáborban tábornaggyá léptette elő.

## A csatatér megközelíthetősége manapság
A valamikori csatatér látogatása manapság nehézkesnek, mivel annak nagy része egy lezárt katonai repülőtéren fekszik a reptér környékét pedig katonai rendőrség felügyeli. A felvonulási útvonalak, a porosz királyé Chotusitztől (Chotusice) nyugatra valamint az osztrákoké Czaslautól (Čáslav) keletre könnyen megközelíthetők.

## Fordítás
- Ez a szócikk részben vagy egészben  a   Battle of Chotusitz című angol Wikipédia-szócikk ezen változatának fordításán alapul.  Az eredeti cikk szerkesztőit annak laptörténete sorolja fel. Ez a jelzés csupán a megfogalmazás eredetét és a szerzői jogokat jelzi, nem szolgál a cikkben szereplő információk forrásmegjelöléseként.
- Ez a szócikk részben vagy egészben  a   Schlacht bei Chotusitz című német Wikipédia-szócikk ezen változatának fordításán alapul.  Az eredeti cikk szerkesztőit annak laptörténete sorolja fel. Ez a jelzés csupán a megfogalmazás eredetét és a szerzői jogokat jelzi, nem szolgál a cikkben szereplő információk forrásmegjelöléseként.